# (3378) Сьюзанвиктория
(3378) Сьюзанвиктория (англ. Susanvictoria) — небольшой астероид главного пояса, который был открыт 25 ноября 1922 года американским астрономом бельгийского происхождения Жоржем ван Бисбруком в Йеркской обсерватории и назван в честь внучек первооткрывателя.

Орбита астероида Сьюзанвиктория и его положение в Солнечной системе